# Alfred Noyes
Alfred Noyes (16. září 1880 – 25. nebo 28. června 1958) byl anglický básník. Mezi jeho nejvýznamnější díla patří básně The Highwayman a The Barrel-Organ.

## Mládí
Alfred Noyes se narodil ve Wolverhamptonu (Anglie), jako syn Alfredovi a Amelii Adams Noyesovým. Když mu byly čtyři roky, rodina se přestěhovala do Aberystwyth ve Walesu, kde jeho otec pracoval jako učitel latiny a řečtiny.